# ‘Anjarah
‘Anjarah är en ort i Jordanien.   Den ligger i guvernementet Ajlun, i den norra delen av landet, 40 km norr om huvudstaden Amman. ‘Anjarah ligger 890 meter över havet och antalet invånare är 17 634.
Terrängen runt ‘Anjarah är huvudsakligen kuperad, men åt nordost är den platt. Runt ‘Anjarah är det tätbefolkat, med 369 invånare per kvadratkilometer. Närmaste större samhälle är ‘Ajlūn, 3,0 km norr om ‘Anjarah. Trakten runt ‘Anjarah består till största delen av jordbruksmark.